# یوتا موراسه
یوتا موراسه (ژاپنی: 村瀬 勇太؛ زادهٔ ۲۸ اکتبر ۱۹۸۹) یک بازیکن فوتبال اهل ژاپن است.
از باشگاه‌هایی که در آن بازی کرده‌است می‌توان به باشگاه فوتبال ماتسوموتو یاماگا، باشگاه فوتبال فوجی‌ئدا و باشگاه فوتبال ونریر هاچینوهه اشاره کرد.